# كارلوس كاساميكويلا
كارلوس هوراشيو كاساميكويلا (بالإسبانية: Carlos Casamiquela)‏ (9 يونيو 1948 - 12 سبتمبر 2020)، هو مهندس زراعي وسياسي أرجنتيني. شغل منصب وزير للزراعة في الأرجنتين في نوفمبر 2013.

## روابط خارجية
- وزارة الزراعة الأرجنينية
- INTA